# Parafia św. Pio w Ustce
Parafia pw. św. Pio w Ustce - parafia należąca do dekanatu Ustka, diecezji koszalińsko-kołobrzeskiej, metropolii szczecińsko-kamieńskiej. Została utworzona 2 lutego 2004. Siedziba parafii mieści się na rogu ulic Darłowskiej i Kwiatowej.

## Miejsca święte

### Kościół parafialny
Kaplica pw. św. Pio w Ustce
Kaplica parafialna została wybudowana w 2004. 

### Kościoły filialne i kaplice
- Punkt odprawiania Mszy św. w Zakładzie Karnym OZ w Ustce
- Punkt odprawiania Mszy św. w Wodnicy